# قائمة مجازر الحرب الأهلية اللبنانية
قائمة مجازر الحرب الأهلية اللبنانية التي وقعت مابين 13 أبريل 1975 – 13 أكتوبر 1990:
- مذبحة عين الرمانة (مجزرة البوسطة) 13 أبريل 1975

- مجزرة زغرتا
- مذبحة شكا 5 يوليو 1976
- مأساة محلة أبو شاكر
- مجزرة عينطورة
- مجزرتين جماعيتين
- إبادة جماعية
- مجزرة القاع
- مجزرة البقاع
- مذبحة صبرا وشاتيلا 16 سبتمبر 1982
- مجزرة رحبة
- مجزرة عسكريين
- مجزرة الدامور 20 يناير 1976
- مجزرة القاع
- مجزرة طرابلس
- السبت الأسود 6 ديسمبر 1975
- مجزرة عين الرمانة
- مجزرة داريا
- مجزرة دير عشاش
- مجزرة بيت ملات
- السبت الأسود
- مذبحة المسلخ
- مجزرة بطشاي
- مجزرة الكرنتينا
- مجزرة كفرمتى
- مجزرة الصنائع
- مجزرة في الضاحية الجنوبية
- مجزرة جسر الباروك
- مجزرة بريح
- مجزرة كفرنبرخ
- شارع برج حمود
- مجزرة ثكنة فتح الله
- مجزرة مستشفى الجامعة الاميركية
- مجزرة كفربرخ
- مجزرة جماعية
- مجزرة صبرا جديدة
- مجزرة معركة
- هجوم مسلح
- مجزرة الاونيسكو
- مجزرة مبنى عائلة العيتاني
- مجزرة في مخيم شاتيلا
- مجزرة كفرشوبا
- مجزرة صبرا وشاتيلا
- مجزرة السفارة الاميركية
- مجزرة عاصمة الشمال
- مجزرة كفرمتى
- مجزرة البنية
- مجزرة عبيه
- مجزرة معاصر الشوف
- مجزرة الجية
- مجزرة راس المتن
- مجزرة الفوارة
- مجزرة شرتون
- مجزرة البرجين
- مجزرة معاصر الشوف
- مجزرة في المية والمية
- مجزرة مخيم عين الحلوة
- مجزرة اهدن
- مجزرة كفرنبرخ
- مجزرة بريح
- مجزرة بمريم
- مجزرة بحمدون
- مجزرة عين الرمانة
- مجزرة سياسية
- مجزرة جماعية
- جريمة قتل جماعية
- مجزرة كفرحيم
- مجزرة دير دوريت
- مجزرة بريح
- مجزرة كفرنبرخ
- مجزرة كفرمتى
- مجزرة بمريم
- مجزرة البيرة
- مجزرة البرجين
- مجزرة معاصر الشوف
- مجزرة مجدليا
- مجزرة الدامور
- مجزرة الطريق الساحلي
- مجزرة الخيام
- مجزرة زحله
- مجزرة شمال الدامور
- مجزرة صيدا
- مجزرة صبرا وشاتيلا
- مجزرة الحبس الإسرائيلي
- مجزرة الجسر القديم
- مجزرة بمريم
- مجزرة كفرمتى
- مجزرة البيرة
- مجزرة بتبيات
- مجزرة سحمر
- عين الاسد
- معاصر بيت الدين
- مجزر بمريم
- مجزرة القاع
- مجزرة حوش الامراء
- مجزرة تعلبايا
- مجزرة حوش بردى
- مجزرة القدام
- مجزرة الحي المسيحي في قب الياس
- مجزرة الغابات
- مجزرة اهدن
- مذبحة الصفرا
- مجزرة الحازمية
- مجزرة إهدن
- مجزرة السبت الأسود
- مجزرة الدامور
- مجزرة اهدن
- مجزرة القاع
- مجزرة عين الرمانة
- مجزرة رحبة
- مجزرة عسكريين
- مجزرة الدامور
- مجزرة القاع
- مجزرة طرابلس
- السبت الأسود
- مجزرة الدامور
- مجزرة عين الرمانة
- مجزرة عين الرمانة
- مجزرة داريا
- مجزرة دير عشاش
- مجزرة بيت ملات
- السبت الأسود
- مذبحة المسلخ
- مجزرة بطشاي
- مجزرة الكرنتينا
- مجزرة شكا وحامات
- مجزرة كفرمتى
- مجزرة الصنائع
- مجزرة في الضاحية الجنوبية
- مجزرة جسر الباروك
- مجزرة بريح
- مجزرة كفرنبرخ